# 오소레산

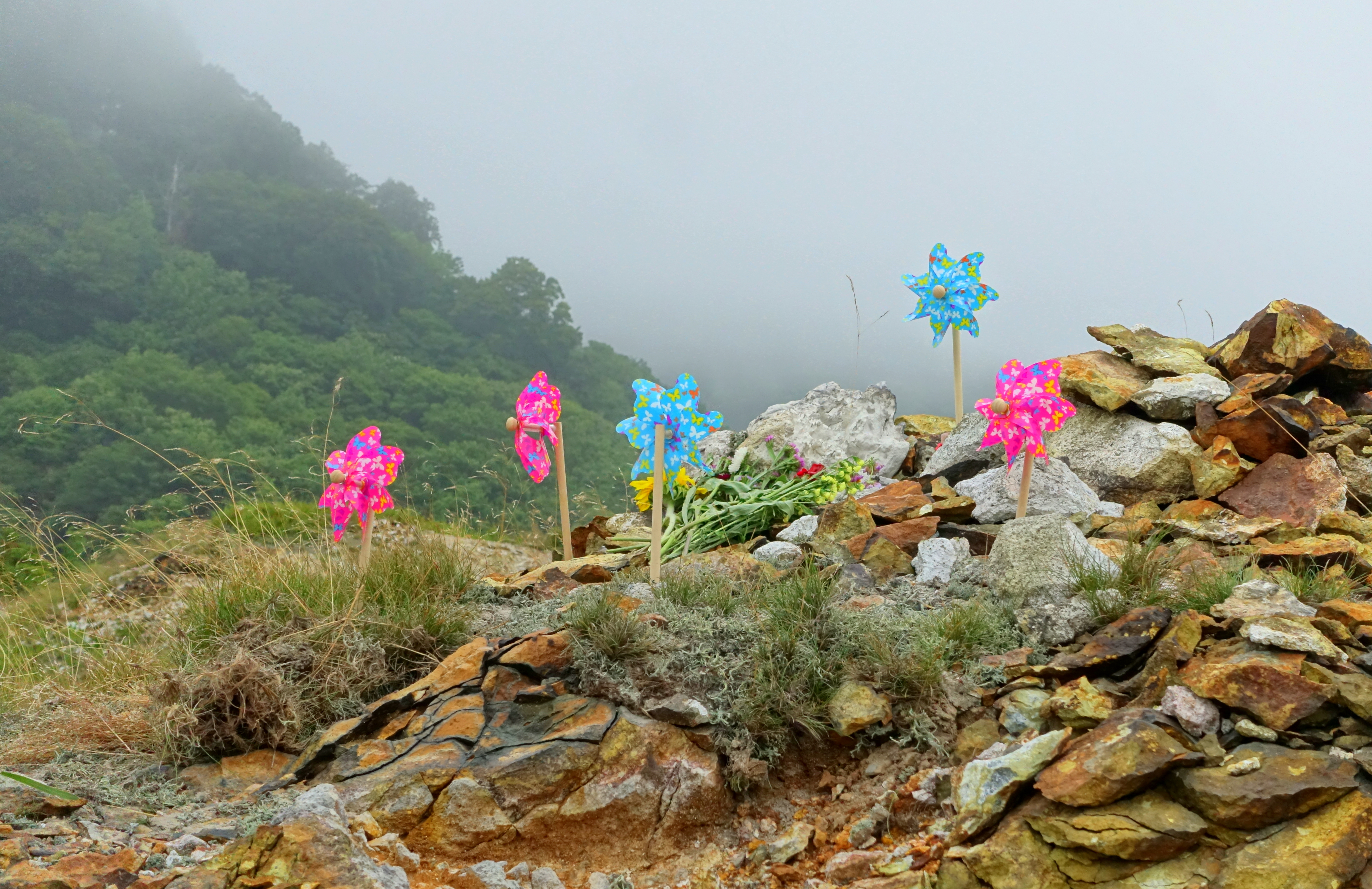

오소레산(일본어: 恐山, おそれざん/おそれやま)은 시모키타반도의 중앙부에 있는 화산이다. 일본 3대 영지 가운데 하나이며, 조동종 계열 사찰인 엔쓰지가 위치해 있다. 산 이름은 일본어로 "무서운 산"을 뜻한다.

## 같이 보기
- 무쓰시
- 우소리호
- 가마부세산
- 시모키타반도